# Vanalinn

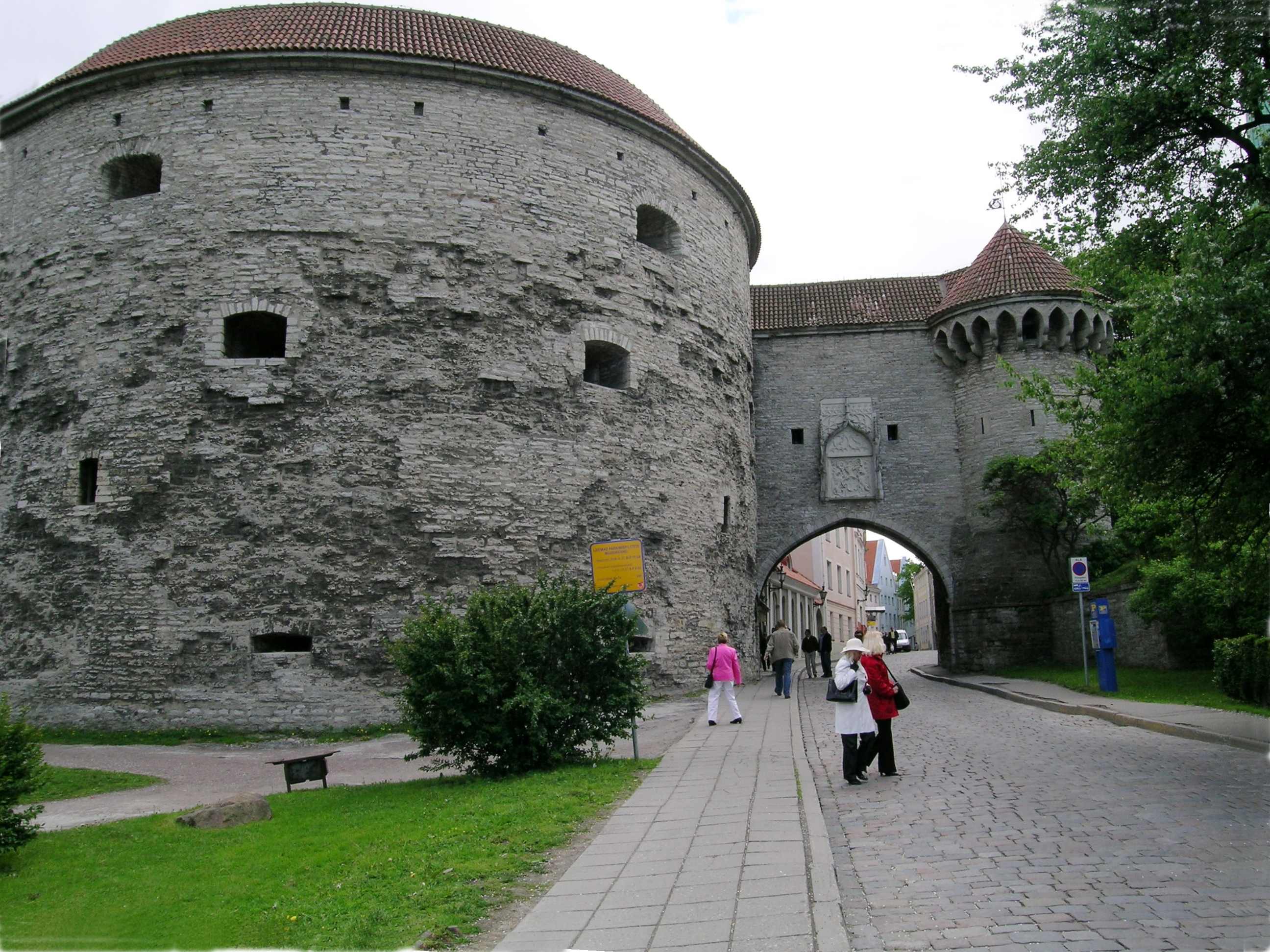
De Dikke Margareta met de "Grote Kustpoort"

Vanalinn (Estisch voor ‘oude stad’) is het oude gedeelte van Tallinn, de hoofdstad van Estland. Dit gedeelte van de stad is gebouwd in de 13e en 14e eeuw en goed bewaard gebleven. Vanalinn staat op de Werelderfgoedlijst. Bestuurlijk gezien is Vanalinn een wijk (Estisch: asum) binnen het stadsdistrict Kesklinn. De wijk telde 4.746 inwoners op 1 januari 2020.
Vanalinn heeft een hooggelegen deel, de Domberg (Estisch: Toompea) en een laaggelegen deel (Estisch: All-linn). De beide delen waren eeuwenlang aparte steden en werden pas in 1878 onder één stadsbestuur verenigd. De delen worden gescheiden door een muur en verbonden door twee straatjes: Lühike jalg ('Korte Been') en Pikk jalg ('Lange Been').

## Domberg

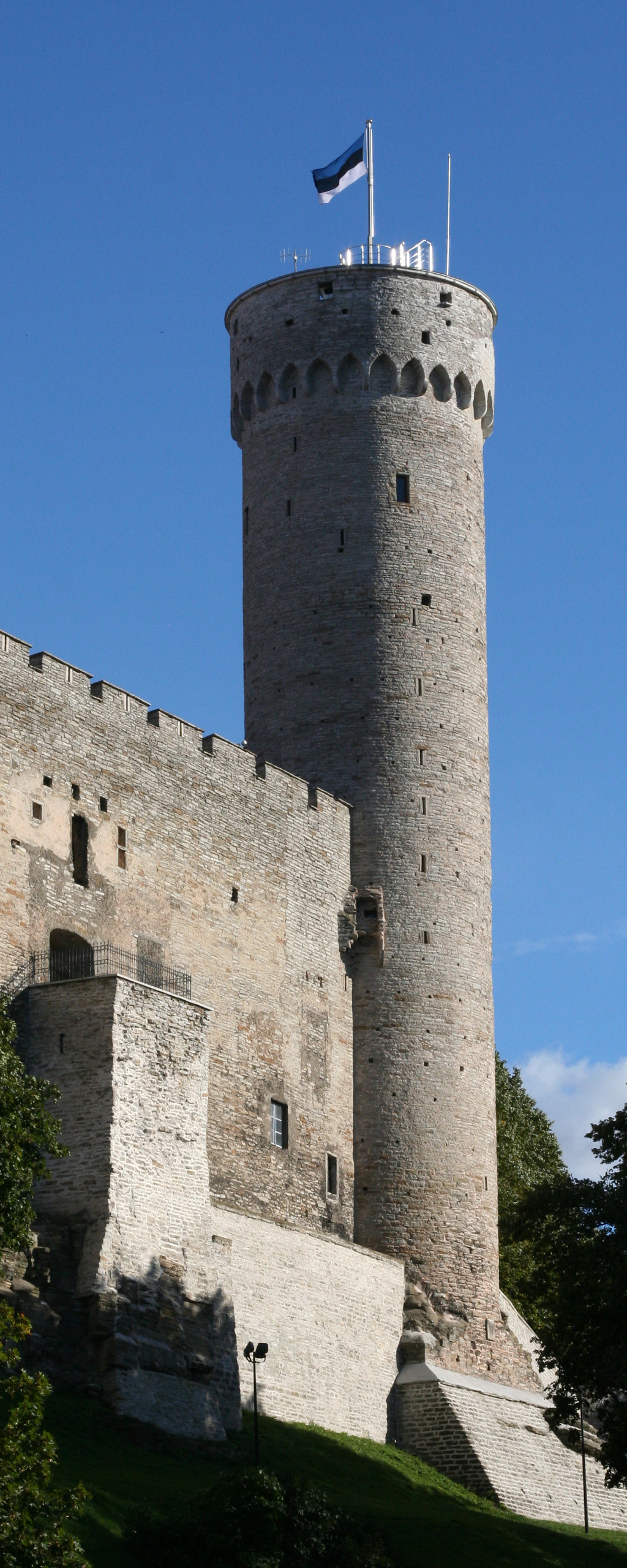
De vlag van Estland op de Lange Herman

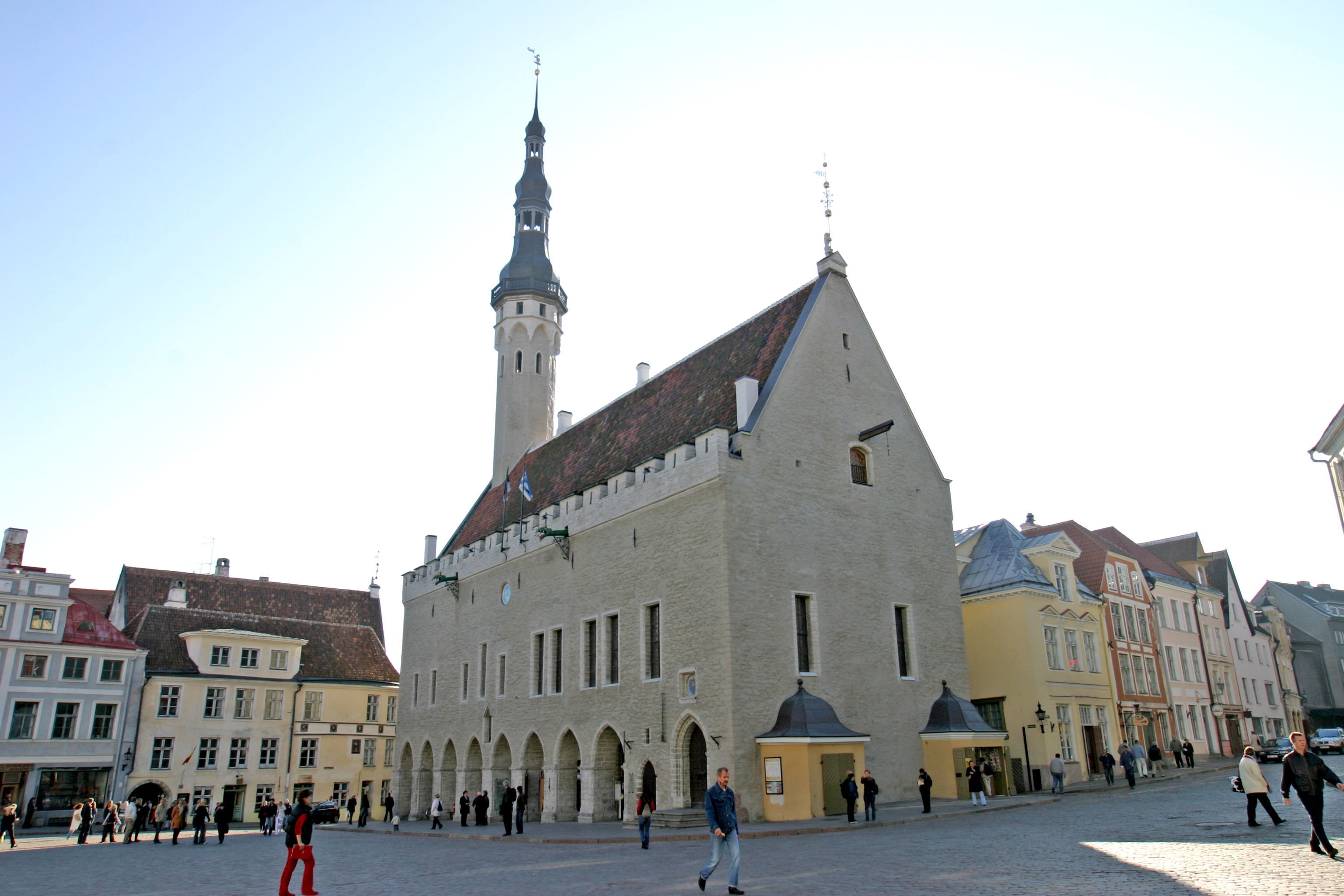
Het oude raadhuis van Tallinn

Belangrijke gebouwen op de Domberg zijn:
- de Domkerk
- de Russisch-orthodoxe Alexander Nevski-kathedraal
- het Huis van de Estlandse Ridderschap (Eestimaa rüütelkonna hoone)
- het Toompeakasteel (Estisch: Toompea loss). In dit gebouw vergadert de Riigikogu, het Estische parlement. Op een van de hoeken staat de toren Lange Herman
- het Stenbockhuis, de zetel van de Estische regering.

Op verschillende punten van de Domberg heeft de bezoeker uitzicht over de lage stad en de Baai van Tallinn. Aan de voet van de Domberg ligt het Dompark (Toompark). Aan de andere kant van het park bevindt zich het Baltisch Station, dat in een andere wijk (Kelmiküla) ligt.

## Benedenstad
In de benedenstad bevinden zich:
- het oude raadhuis aan het Raadhuisplein (Raekoja plats)
- de Heilige Geestkerk (Püha Vaimu kirik)
- de Toren Kiek in de Kök
- de lutherse Sint-Nicolaaskerk (Niguliste kirik)
- de Russisch-orthodoxe Sint-Nicolaaskerk (Nikolai kirik)
- de Sint-Olafkerk (Oleviste kirik)
- de Raadsapotheek (Raeapteek), een apotheek uit de 15e eeuw, die nog steeds als zodanig in gebruik is
- gebouwen van diverse gilden

## Stadsmuur
De stadsmuur was in de 15e eeuw 2,35 km lang, 13 tot 16 meter hoog en 2 tot 3 meter dik. Hij telde meer dan 40 torens. Vandaag de dag is er nog 1,85 km stadsmuur over met 26 torens. Een van die torens is de kanontoren Dikke Margareta met een doorsnee van 25 meter.